# Söndagsbarn (folktro)
Söndagsbarn, barn födda under söndagsdygnet, ansågs enligt folktro besitta egenskaper som skulle ge dem framgång i livet. De hade i en del fall också förmåga att bota sjukdomar, och de var synska, vilket innebar att de kunde se sådant (övernaturligt) som var fördolt för andra människor. 
Torsdagsbarn blev liksom söndagsbarn synska och kanske trollkunniga. Denna sistnämnda föreställning sammanhängde sannolikt med att torsdagen, och då särskilt kvällen och den följande natten, var en tid lämpad för trollkonster och magiska åtgärder.
Jfr denna ramsa:
- Måndagsbarn har fagert skinn
- Tisdagsbarn har älskligt sinn
- Onsdagsbarn är fött till ve
- Torsdagsbarn får mycket se
- Fredagsbarn får kärlek och lycka
- Lördagsbarn ska mödorna trycka
- Söndagsbarn får leva och njuta rikt och vist och sedan berömligt sluta[1]

En översättning av den engelska ramsan:
- Monday's child is fair of face,
- Tuesday's child is full of grace,
- Wednesday's child is full of woe,
- Thursday's child has far to go,
- Friday's child is loving and giving,
- Saturday's child works hard for a living,
- But the child who is born on the Sabbath Day
- Is bonny and blithe and good and gay[2]